# Michael Turtur
Michael Turtur   (Adelaida, 2 de juliol de 1958) va ser un ciclista australià que es va especialitzar en la pista. Del seu palmarès destaca la medalla d'or als Jocs Olímpics de 1984.
Va ser un dels creadors i després director de la Tour Down Under.

## Palmarès
- 1982
  - Medalla d'or als Jocs de la Commonwealth en Persecució
  - Medalla d'or als Jocs de la Commonwealth en Persecució per equips (amb Gary West, Michael Grenda i Kevin Nichols)
- 1984
  -  Medalla d'or als Jocs Olímpics de Los Angeles en Persecució per equips (amb Dean Woods, Michael Grenda i Kevin Nichols)